# Hemilienardia
Hemilienardia là một chi ốc biển, là động vật thân mềm chân bụng sống ở biển trong họ Turridae.

## Các loài
Các loài thuộc chi Hemilienardia bao gồm:
- Hemilienardia malletti Preston, H.B., 1908

Synonymized species
- Hemilienardia hersilia Hedley, 1922: đồng nghĩa của Lienardia hersilia (Hedley, 1922)
- Hemilienardia homochroa Hedley, 1922: đồng nghĩa của Lienardia homochroa (Hedley, 1922)